# Filippo Pacini
Pour les articles homonymes, voir Pacini.
Filippo Pacini, né le 25 mai 1812 à Pistoia, Toscane, mort le 9 juillet 1883 à Florence, est un anatomiste italien, devenu célèbre après sa mort pour avoir isolé le bacille du choléra (Vibrio cholerae) en 1854, une trentaine d'années avant que Robert Koch ne refasse cette découverte avec un beaucoup plus grand succès dans l'opinion.

## Biographie
Pacini est né dans une famille modeste qui le destine à la prêtrise. Il renonce cependant à la carrière ecclésiastique et, en 1830, il entre comme boursier à l'école de médecine de Pistoia, où il s'intéresse particulièrement à la dissection et à la microscopie.
En 1831, alors qu'il suit un cours de dissection, Pacini découvre dans le système nerveux de petits organes sensoriels qui peuvent détecter la pression et les vibrations. Il en fait une étude détaillée à partir de 1833 et en discute pour la première fois en 1835 à la « Società medico-fisica » de Florence, mais ne publie ses recherches (« Nuovi organi scoperti nel corpo umano ») qu'en 1840. En peu d'années, l'ouvrage devient largement connu en Europe et les corpuscules sont nommés corpuscules de Pacini.
Il est l'assistant de Paolo Savi à Pise de 1840 à 1843, puis travaille à l'Institut d'anatomie humaine (Istituto di Anatomia Umana). En 1847, il commence à enseigner l'anatomie descriptive au lycée de Florence, puis, dans cette même ville, est nommé en 1849 directeur du musée anatomique et professeur d'anatomie générale et topographique à l'« Instituto di Studi Superiori » (Université de Florence), où il reste jusqu'à la fin de sa carrière.
La troisième pandémie de choléra (1852-1860) met cette maladie au centre des préoccupations de Pacini. En 1854, dans un article intitulé « Observations microscopiques et déductions pathologiques sur le choléra asiatique », il décrit le bacille de la maladie et argumente à l'appui de son rôle d'agent pathogène, mais, à cause de l'adhésion de la majorité des scientifiques italiens à la théorie miasmatique des maladies, le mérite de ce travail n'est pas reconnu avant la mort de Pacini, malgré des publications additionnelles de 1865, 1866, 1871, 1876 et 1880, où Pacini identifie la cause de la létalité de la maladie, à savoir la déshydratation, et propose des traitements. John Snow, qui réfute la théorie des miasmes dans un ouvrage publié en 1855, et Robert Koch, généralement crédité de la découverte du bacille en raison d'un travail postérieur de trente ans à celui de Pacini, n'étaient certainement pas au courant des résultats de leur prédécesseur.
Quand, en 1884, Koch, qui, grâce à des réalisations comme l'identification du bacille de la tuberculose, devient un savant beaucoup plus en vue que Pacini, présente ses découvertes à la Commission choléra du Bureau impérial de la Santé de Berlin, la commission le félicite, mais reconnait aussi la priorité de Pacini dans la découverte du bacille. En 1965, le Comité international de systématique bactérienne donne au bacille le nom « Vibrio cholerae Pacini 1854 ».
Durant sa carrière, Pacini publie aussi des études sur la rétine de l'œil humain, l'organe électrique du silure du Nil, la structure de l'os et le mécanisme de la respiration.
Pacini ne se marie pas. Il meurt à Florence le 9 juillet 1883, dans un hospice de pauvres, ruiné par ses recherches scientifiques et par les soins médicaux qu'ont nécessité ses deux sœurs malades.